# Oostenrijk op de Olympische Zomerspelen 2024
Oostenrijk nam deel aan de Olympische Zomerspelen 2024 in Parijs, Frankrijk.

## Medailleoverzicht
| Medaille | Naam                   | Sport     | Onderdeel         | Datum       |
| -------- | ---------------------- | --------- | ----------------- | ----------- |
| Goud     | Lara Vadlau Lukas Mähr | Zeilen    | 470 (x)           | 8 augustus  |
| Goud     | Valentin Bontus        | Zeilen    | Formula Kite (m)  | 9 augustus  |
|          |                        |           |                   |             |
| Brons    | Michaela Polleres      | Judo      | Midden -70 kg (v) | 31 juli     |
| Brons    | Jakob Schubert         | Klimsport | gecombineerd (m)  | 9 augustus  |
| Brons    | Jessica Pilz           | Klimsport | gecombineerd (v)  | 10 augustus |

## Aantal Deelnemers
Hieronder volgt een overzicht van de atleten die zich reeds gekwalificeerd hebben voor de Olympische Zomerspelen van 2024.
| Sport            | Mannen | Vrouwen | Totaal |
| ---------------- | ------ | ------- | ------ |
| Atletiek         | 4      | 3       | 7      |
| Badminton        | 1      | 0       | 1      |
| Boogschieten     | 0      | 1       | 1      |
| Golf             | 1      | 2       | 3      |
| Gymnastiek       | 1      | 1       | 2      |
| Judo             | 3      | 3       | 6      |
| Kanovaren        | 1      | 2       | 3      |
| Klimsport        | 1      | 1       | 2      |
| Paardensport     | 5      | 3       | 8      |
| Roeien           | 0      | 3       | 3      |
| Schietsport      | 3      | 2       | 5      |
| Schoonspringen   | 1      | 0       | 1      |
| Synchroonzwemmen | 0      | 2       | 2      |
| Taekwondo        | 0      | 1       | 1      |
| Tafeltennis      | 1      | 1       | 2      |
| Tennis           | 1      | 1       | 2      |
| Triatlon         | 2      | 2       | 4      |
| Volleybal        | 2      | 0       | 2      |
| Wielersport      | 5      | 4       | 9      |
| Zeilen           | 5      | 4       | 9      |
| Zwemmen          | 5      | 0       | 5      |
| totaal           | 42     | 36      | 78     |

## Deelnemers en Resultaten

### Atletiek

#### Loopnummers
Mannen
| Atleet            | Onderdeel    | Voorronde | Voorronde | Series  | Series | Herkansingen | Herkansingen | Halve finale   | Halve finale   | Finale         | Finale         |
| Atleet            | Onderdeel    | Tijd      | Rang      | Tijd    | Rang   | Tijd         | Rang         | Tijd           | Rang           | Tijd           | Rang           |
| ----------------- | ------------ | --------- | --------- | ------- | ------ | ------------ | ------------ | -------------- | -------------- | -------------- | -------------- |
| Markus Fuchs      | 100 m        | bye       | bye       | 10,59   | 8      | n.v.t.       | n.v.t.       | Niet geplaatst | Niet geplaatst | Niet geplaatst | Niet geplaatst |
| Raphael Pallitsch | 1500 m       | n.v.t.    | n.v.t.    | 3:38.20 | 11 H   | 3:39.32      | 13           | niet geplaatst | niet geplaatst | niet geplaatst | niet geplaatst |
| Enzo Diessl       | 110 m horden | n.v.t.    | n.v.t.    | 13,63   | 6 H    |              |              |                |                |                |                |

Vrouwen
| atlete             | onderdeel | series | series | herkansingen | herkansingen | halve finale | halve finale | finale | finale |
| atlete             | onderdeel | tijd   | rang   | tijd         | rang         | tijd         | rang         | tijd   | rang   |
| ------------------ | --------- | ------ | ------ | ------------ | ------------ | ------------ | ------------ | ------ | ------ |
| Susanne Gogl-Walli | 400 m     |        |        |              |              |              |              |        |        |
| Julia Mayer        | marathon  | n.v.t. | n.v.t. | n.v.t.       | n.v.t.       | n.v.t.       | n.v.t.       |        |        |

#### Technische nummers
Mannen
| atleet              | onderdeel    | kwalificaties | kwalificaties | finale  | finale |
| atleet              | onderdeel    | afstand       | rang          | afstand | rang   |
| ------------------- | ------------ | ------------- | ------------- | ------- | ------ |
| Lukas Weißhaidinger | discuswerpen |               |               |         |        |

Vrouwen
| atlete          | onderdeel   | kwalificaties | kwalificaties | finale  | finale |
| atlete          | onderdeel   | afstand       | rang          | afstand | rang   |
| --------------- | ----------- | ------------- | ------------- | ------- | ------ |
| Victoria Hudson | speerwerpen |               |               |         |        |

### Badminton
Mannen
| atleet                    | onderdeel | groepsfase              | groepsfase              | groepsfase           | groepsfase | eliminatie           | kwartfinale          | halve finale         | finale / BM          | finale / BM    |
| atleet                    | onderdeel | tegenstander uitslag    | tegenstander uitslag    | tegenstander uitslag | rang       | tegenstander uitslag | tegenstander uitslag | tegenstander uitslag | tegenstander uitslag | rang           |
| ------------------------- | --------- | ----------------------- | ----------------------- | -------------------- | ---------- | -------------------- | -------------------- | -------------------- | -------------------- | -------------- |
| Collins Valentine Filimon | enkelspel | Antonsen V 10-21, 18-21 | Dwicahyo V 18-21, 11-21 | n.v.t.               | 3          | niet geplaatst       | niet geplaatst       | niet geplaatst       | niet geplaatst       | niet geplaatst |

### Boogschieten
Vrouwen
| atleet           | onderdeel   | plaatsingsronde | plaatsingsronde | eerste ronde         | tweede ronde         | derde ronde          | kwartfinale          | halve finale         | finale / BM          | finale / BM    |
| atleet           | onderdeel   | score           | rang            | tegenstander uitslag | tegenstander uitslag | tegenstander uitslag | tegenstander uitslag | tegenstander uitslag | tegenstander uitslag | rang           |
| ---------------- | ----------- | --------------- | --------------- | -------------------- | -------------------- | -------------------- | -------------------- | -------------------- | -------------------- | -------------- |
| Elisabeth Straka | individueel | 667             | 10              | Roeffen V 4 - 6      | niet geplaatst       | niet geplaatst       | niet geplaatst       | niet geplaatst       | niet geplaatst       | niet geplaatst |

### Golf
| atleet        | onderdeel | eerste ronde | tweede ronde | derde ronde | vierde ronde | totaal | totaal | totaal |
| atleet        | onderdeel | score        | score        | score       | score        | score  | par    | rang   |
| ------------- | --------- | ------------ | ------------ | ----------- | ------------ | ------ | ------ | ------ |
| Sepp Straka   | mannen    |              |              |             |              |        |        |        |
| Sarah Schober | vrouwen   |              |              |             |              |        |        |        |
| Emma Spitz    | vrouwen   |              |              |             |              |        |        |        |

### Gymnastiek

#### Turnen
Vrouwen
| Turnster(s)    | Onderdeel            | Kwalificatie | Kwalificatie | Kwalificatie | Kwalificatie | Kwalificatie | Kwalificatie | Finale         | Finale         | Finale         | Finale         | Finale         | Finale         |
| Turnster(s)    | Onderdeel            | Toestel      | Toestel      | Toestel      | Toestel      | Totaal       | Plaats       | Toestel        | Toestel        | Toestel        | Toestel        | Totaal         | Plaats         |
| Turnster(s)    | Onderdeel            | Sprong       | Brug         | Balk         | Vloer        | Totaal       | Plaats       | Sprong         | Brug           | Balk           | Vloer          | Totaal         | Plaats         |
| -------------- | -------------------- | ------------ | ------------ | ------------ | ------------ | ------------ | ------------ | -------------- | -------------- | -------------- | -------------- | -------------- | -------------- |
| Charlize Moerz | meerkamp individueel | 12.500       | 11.766       | 11.100       | 11.733       | 47.099       | 57           | niet geplaatst | niet geplaatst | niet geplaatst | niet geplaatst | niet geplaatst | niet geplaatst |

#### Trampoline
| atleet       | onderdeel | kwalificaties | kwalificaties | finale | finale |
| atleet       | onderdeel | score         | rang          | score  | rang   |
| ------------ | --------- | ------------- | ------------- | ------ | ------ |
| Benny Wizani | mannen    |               |               |        |        |

### Judo
Mannen
| atleet              | onderdeel | eerste ronde         | tweede ronde         | derde ronde             | kwartfinale          | halve finale         | herkansing           | finale / BM          | finale / BM    |                |
| atleet              | onderdeel | tegenstander uitslag | tegenstander uitslag | tegenstander uitslag    | tegenstander uitslag | tegenstander uitslag | tegenstander uitslag | tegenstander uitslag | rang           |                |
| ------------------- | --------- | -------------------- | -------------------- | ----------------------- | -------------------- | -------------------- | -------------------- | -------------------- | -------------- | -------------- |
| Samuel Gassner      | −73 kg    | n.v.t.               | Bayan W 10 - 00      | Gjakova V 00 - 01       | niet geplaatst       | niet geplaatst       | niet geplaatst       | niet geplaatst       | niet geplaatst | niet geplaatst |
| Wachid Borchashvili | −81 kg    | bye                  | Faizad W 11 - 00     | Grigalashvili V 00 - 01 | niet geplaatst       | niet geplaatst       | niet geplaatst       | niet geplaatst       | niet geplaatst | niet geplaatst |
| Aaron Fara          | −100 kg   | n.v.t.               | Wolf V 00 - 01       | niet geplaatst          | niet geplaatst       | niet geplaatst       | niet geplaatst       | niet geplaatst       | niet geplaatst | niet geplaatst |

Vrouwen
| atlete            | onderdeel | eerste ronde         | tweede ronde           | kwartfinale             | halve finale         | herkansing           | finale / BM                | finale / BM    |
| atlete            | onderdeel | tegenstander uitslag | tegenstander uitslag   | tegenstander uitslag    | tegenstander uitslag | tegenstander uitslag | tegenstander uitslag       | rang           |
| ----------------- | --------- | -------------------- | ---------------------- | ----------------------- | -------------------- | -------------------- | -------------------------- | -------------- |
| Katharina Tanzer  | −48 kg    | Wong K L W 10 - 00   | Bavyydorjiin V 00 - 10 | niet geplaatst          | niet geplaatst       | niet geplaatst       | niet geplaatst             | niet geplaatst |
| Lubjana Piovesana | −63 kg    | Kujulowa W 01 - 00   | Ranshall W 01 - 00     | Awiti Alcaraz V 00 - 01 | niet geplaatst       | Kim J W 10 - 00      | Agbegnenou V 00 - 10       | 5              |
| Michaela Polleres | −70 kg    | bye                  | Yeats-Brown W 00 - 01  | Gahie W 10 - 00         | Butkereit V 00 - 01  | bye                  | Tsunoda Roustant W 10 - 00 | Brons          |

Gemengd
| atleten | onderdeel | eerste ronde         | tweede ronde         | kwartfinale          | halve finale         | herkansing           | finale / BM          | finale / BM |
| atleten | onderdeel | tegenstander uitslag | tegenstander uitslag | tegenstander uitslag | tegenstander uitslag | tegenstander uitslag | tegenstander uitslag | rang        |
| ------- | --------- | -------------------- | -------------------- | -------------------- | -------------------- | -------------------- | -------------------- | ----------- |
|         | team      |                      |                      |                      |                      |                      |                      |             |

### Kanovaren

#### Kayak Cross
| atleet              | onderdeel      | tijdrit | tijdrit | ronde 1 | herkansingen | serie          | kwartfinale    | halve finale   | finale         |
| atleet              | onderdeel      | tijd    | rang    | rang    | rang         | rang           | rang           | rang           | rang           |
| ------------------- | -------------- | ------- | ------- | ------- | ------------ | -------------- | -------------- | -------------- | -------------- |
| Felix Oschmautz     | KX-1 (mannen)  | 67.87   | 7       | 1 Q     | bye          |                |                |                |                |
| Corinna Kuhnle      | KX-1 (vrouwen) | 76.55   | 22      | 4 H     | 3            | niet geplaatst | niet geplaatst | niet geplaatst | niet geplaatst |
| Viktoria Wolffhardt | KX-1 (vrouwen) | 80.83   | 32      | 3 H     | 2 Q          |                |                |                |                |

#### Slalom
Mannen
| atleet          | onderdeel  | series | series | series | series | series    | series | halve finale | halve finale | finale | finale |
| atleet          | onderdeel  | run 1  | rang   | run 2  | rang   | beste run | rang   | tijd         | rang         | tijd   | rang   |
| --------------- | ---------- | ------ | ------ | ------ | ------ | --------- | ------ | ------------ | ------------ | ------ | ------ |
| Felix Oschmautz | K-1 slalom | 90.07  | 15     | 92.40  | 16     | 90.07     | 18 Q   |              |              |        |        |

Vrouwen
| atlete              | onderdeel  | series | series | series | series | series    | series | halve finale | halve finale | finale | finale |
| atlete              | onderdeel  | run 1  | rang   | run 2  | rang   | beste run | rang   | tijd         | rang         | tijd   | rang   |
| ------------------- | ---------- | ------ | ------ | ------ | ------ | --------- | ------ | ------------ | ------------ | ------ | ------ |
| Viktoria Wolffhardt | C-1 slalom | 114.27 | 17     | 110.39 | 12     | 110.39    | 17 Q   |              |              |        |        |
| Corinna Kuhnle      | K-1 slalom | 98.24  | 11     | 95.67  | 8      | 95.67     | 8 Q    | 106.25       | 12 Q         | 103.09 | 10     |

### Klimsport

#### Boulder & Lead combined
Mannen
| Atleet         | Onderdeel | Kwalificatie | Kwalificatie | Kwalificatie | Kwalificatie | Kwalificatie | Kwalificatie | Kwalificatie | Finale    | Finale  | Finale | Finale | Finale | Finale | Finale |
| Atleet         | Onderdeel | Boulder      | Boulder      | Lead         | Lead         | Lead         | Totaal       | Rang         | Boulder   | Boulder | Lead   | Lead   | Lead   | Totaal | Rang   |
| Atleet         | Onderdeel | Resultaat    | Rang         | Hold         | Tijd         | Rang         | Totaal       | Rang         | Resultaat | Rang    | Hold   | Tijd   | Rang   | Totaal | Rang   |
| -------------- | --------- | ------------ | ------------ | ------------ | ------------ | ------------ | ------------ | ------------ | --------- | ------- | ------ | ------ | ------ | ------ | ------ |
| Jakob Schubert | mannen    |              |              |              |              |              |              |              |           |         |        |        |        |        |        |

Vrouwen
| Atleet       | Onderdeel | Kwalificatie | Kwalificatie | Kwalificatie | Kwalificatie | Kwalificatie | Kwalificatie | Kwalificatie | Finale    | Finale  | Finale | Finale | Finale | Finale | Finale |
| Atleet       | Onderdeel | Boulder      | Boulder      | Lead         | Lead         | Lead         | Totaal       | Rang         | Boulder   | Boulder | Lead   | Lead   | Lead   | Totaal | Rang   |
| Atleet       | Onderdeel | Resultaat    | Rang         | Hold         | Tijd         | Rang         | Totaal       | Rang         | Resultaat | Rang    | Hold   | Tijd   | Rang   | Totaal | Rang   |
| ------------ | --------- | ------------ | ------------ | ------------ | ------------ | ------------ | ------------ | ------------ | --------- | ------- | ------ | ------ | ------ | ------ | ------ |
| Jessica Pilz | vrouwen   |              |              |              |              |              |              |              |           |         |        |        |        |        |        |

### Paardensport

#### Dressuur
| ruiter                                                | paard             | onderdeel   | Grand Prix | Grand Prix | Grand Prix Special | Grand Prix Special | Grand Prix Freestyle | Grand Prix Freestyle | totaal  | totaal |
| ruiter                                                | paard             | onderdeel   | score      | rang       | score              | rang               | technisch            | artistiek            | uitslag | rang   |
| ----------------------------------------------------- | ----------------- | ----------- | ---------- | ---------- | ------------------ | ------------------ | -------------------- | -------------------- | ------- | ------ |
| Victoria Max-Theurer                                  | Abegglen FH       | individueel |            |            |                    |                    |                      |                      |         |        |
| Stefan Lehfellner                                     | Roberto Carlos MT | individueel |            |            |                    |                    |                      |                      |         |        |
| Florian Bacher                                        | Fidertraum        | individueel |            |            |                    |                    |                      |                      |         |        |
| Victoria Max-Theurer Stefan Lehfellner Florian Bacher | zie hierboven     | team        |            |            |                    |                    |                      |                      |         |        |

#### Eventing
| ruiter        | paard             | onderdeel   | dressuur    | dressuur | cross-country | cross-country | cross-country | springen     | springen     | springen     | springen       | springen       | springen       | totaal      | totaal |
| ruiter        | paard             | onderdeel   | dressuur    | dressuur | cross-country | cross-country | cross-country | kwalificatie | kwalificatie | kwalificatie | finale         | finale         | finale         | totaal      | totaal |
| ruiter        | paard             | onderdeel   | strafpunten | rang     | strafpunten   | totaal        | rang          | strafpunten  | totaal       | rang         | strafpunten    | totaal         | rang           | strafpunten | rang   |
| ------------- | ----------------- | ----------- | ----------- | -------- | ------------- | ------------- | ------------- | ------------ | ------------ | ------------ | -------------- | -------------- | -------------- | ----------- | ------ |
| Harald Ambros | Vitorio du Montet | individueel | 36.50       | 49       | 6.80          | 43.30         | 33            | 10.00        | 53.30        | 34           | niet geplaatst | niet geplaatst | niet geplaatst | 53.30       | 34     |

#### Jumping
| ruiter                                      | paard           | onderdeel   | kwalificatie | kwalificatie | finale      | finale |
| ruiter                                      | paard           | onderdeel   | strafpunten  | rang         | strafpunten | rang   |
| ------------------------------------------- | --------------- | ----------- | ------------ | ------------ | ----------- | ------ |
| Max Kühner                                  | Elektric Blue P | individueel |              |              |             |        |
| Gerfried Puck                               | Naxcel V        | individueel |              |              |             |        |
| Katharina Rhomberg                          | Cuma 5          | individueel |              |              |             |        |
| Gerfried Puck Max Kühner Katharina Rhomberg | zie hierboven   | team        |              |              |             |        |

### Roeien
Vrouwen
| atleet                              | onderdeel         | series  | series | herkansingen | herkansingen | kwartfinale | kwartfinale | halve finale | halve finale | finale | finale |
| atleet                              | onderdeel         | tijd    | rang   | tijd         | rang         | tijd        | rang        | tijd         | rang         | tijd   | rang   |
| ----------------------------------- | ----------------- | ------- | ------ | ------------ | ------------ | ----------- | ----------- | ------------ | ------------ | ------ | ------ |
| Magdalena Lobnig                    | skiff             | 7:39.39 | 2 KF   | bye          | bye          | 7:40.07     | 3 HA/B      |              |              |        |        |
| Louisa Altenhuber Lara Tiefenthaler | lichte dubbeltwee | 7:24.14 | 4 H    | 7:17.77      | 2 HA/B       | n.v.t.      | n.v.t.      | 7:19.70      | 5 FB         |        |        |

Legenda: FA=finale A (medailles); FB=finale B (geen medailles); FC=finale C (geen medailles); FD=finale D (geen medailles); FE=finale E (geen medailles); FF=finale F (geen medailles); HA/B=halve finale A/B; HC/D=halve finale C/D; HE/F=halve finale E/F; KF=kwartfinale; H=herkansing

### Schietsport
Mannen
| atleet            | onderdeel               | kwalificaties | kwalificaties | finale         | finale         |
| atleet            | onderdeel               | punten        | rang          | punten         | rang           |
| ----------------- | ----------------------- | ------------- | ------------- | -------------- | -------------- |
| Alexander Schmirl | 10 m luchtgeweer        | 627.7         | 26            | niet geplaatst | niet geplaatst |
| Martin Strempfl   | 10 m luchtgeweer        | 627.2         | 28            | niet geplaatst | niet geplaatst |
| Alexander Schmirl | 50 m geweer 3 houdingen | 585-26x       | 28            | niet geplaatst | niet geplaatst |
| Andreas Thum      | 50 m geweer 3 houdingen | 280-24x       | 35            | niet geplaatst | niet geplaatst |

Vrouwen
| atleet          | onderdeel               | kwalificaties | kwalificaties | finale         | finale         |
| atleet          | onderdeel               | punten        | rang          | punten         | rang           |
| --------------- | ----------------------- | ------------- | ------------- | -------------- | -------------- |
| Nadine Ungerank | 10 m luchtgeweer        | 626.1         | 28            | niet geplaatst | niet geplaatst |
| Nadine Ungerank | 50 m geweer 3 houdingen |               |               |                |                |
| Sylvia Steiner  | 10 m luchtpistool       | 569           | 27            | niet geplaatst | niet geplaatst |
| Sylvia Steiner  | 25 m pistool            |               |               |                |                |

Gemengd
| atleet                          | onderdeel             | kwalificaties | kwalificaties | finale         | finale         |
| atleet                          | onderdeel             | punten        | rang          | punten         | rang           |
| ------------------------------- | --------------------- | ------------- | ------------- | -------------- | -------------- |
| Nadine Ungerank Martin Strempfl | 10 m luchtgeweer team | 625.5         | 15            | niet geplaatst | niet geplaatst |

### Schoonspringen
Mannen
| atleet      | onderdeel      | series | series | halve finale | halve finale | finale | finale |
| atleet      | onderdeel      | punten | rang   | punten       | rang         | punten | rang   |
| ----------- | -------------- | ------ | ------ | ------------ | ------------ | ------ | ------ |
| Anton Knoll | 10 meter toren |        |        |              |              |        |        |

### Synchroonzwemmen
| atleten                               | onderdeel | technische routine | technische routine | vrije routine (voorronde) | vrije routine (voorronde) | vrije routine (voorronde) | vrije routine (finale) | vrije routine (finale)    | vrije routine (finale) |
| atleten                               | onderdeel | punten             | rang               | punten                    | totaal (technisch + vrij) | rang                      | punten                 | totaal (technisch + vrij) | rang                   |
| ------------------------------------- | --------- | ------------------ | ------------------ | ------------------------- | ------------------------- | ------------------------- | ---------------------- | ------------------------- | ---------------------- |
| Anna-Maria Alexandri Eirini Alexandri | duet      |                    |                    |                           |                           |                           |                        |                           |                        |

### Taekwondo
Vrouwen
| atleet       | onderdeel | kwalificatie         | eerste ronde         | kwartfinale          | halve finale         | herkansing           | finale / BM          | finale / BM |
| atleet       | onderdeel | tegenstander uitslag | tegenstander uitslag | tegenstander uitslag | tegenstander uitslag | tegenstander uitslag | tegenstander uitslag | rang        |
| ------------ | --------- | -------------------- | -------------------- | -------------------- | -------------------- | -------------------- | -------------------- | ----------- |
| Marlene Jahl | +67 kg    |                      |                      |                      |                      |                      |                      |             |

### Tafeltennis
Mannen
| atleet          | onderdeel | voorronde            | eerste ronde         | tweede ronde         | derde ronde          | kwartfinale          | halve finale         | finale / BM          | finale / BM    |
| atleet          | onderdeel | tegenstander uitslag | tegenstander uitslag | tegenstander uitslag | tegenstander uitslag | tegenstander uitslag | tegenstander uitslag | tegenstander uitslag | rang           |
| --------------- | --------- | -------------------- | -------------------- | -------------------- | -------------------- | -------------------- | -------------------- | -------------------- | -------------- |
| Daniel Habesohn | enkelspel | bye                  | Robles V 2 - 4       | niet geplaatst       | niet geplaatst       | niet geplaatst       | niet geplaatst       | niet geplaatst       | niet geplaatst |

Vrouwen
| atleet          | onderdeel | voorronde            | eerste ronde         | tweede ronde         | derde ronde          | kwartfinale          | halve finale         | finale / BM          | finale / BM    |
| atleet          | onderdeel | tegenstander uitslag | tegenstander uitslag | tegenstander uitslag | tegenstander uitslag | tegenstander uitslag | tegenstander uitslag | tegenstander uitslag | rang           |
| --------------- | --------- | -------------------- | -------------------- | -------------------- | -------------------- | -------------------- | -------------------- | -------------------- | -------------- |
| Sofia Polcanova | enkelspel | bye                  | Aceves W 4 - 0       | Shao W 4 - 2         | Szőcs W 4 - 0        | Chen M V 0 - 4       | niet geplaatst       | niet geplaatst       | niet geplaatst |

### Tennis
Mannen
| atleet          | onderdeel | eerste ronde         | tweede ronde            | derde ronde          | kwartfinale          | halve finale         | finale / BM          | finale / BM    |
| atleet          | onderdeel | tegenstander uitslag | tegenstander uitslag    | tegenstander uitslag | tegenstander uitslag | tegenstander uitslag | tegenstander uitslag | rang           |
| --------------- | --------- | -------------------- | ----------------------- | -------------------- | -------------------- | -------------------- | -------------------- | -------------- |
| Sebastian Ofner | enkelspel | Haase W 7-5, 6-2     | AIN Medvedev V 2-6, 2-6 | niet geplaatst       | niet geplaatst       | niet geplaatst       | niet geplaatst       | niet geplaatst |

Vrouwen
| atleet        | onderdeel | eerste ronde         | tweede ronde         | derde ronde          | kwartfinale          | halve finale         | finale / BM          | finale / BM    |
| atleet        | onderdeel | tegenstander uitslag | tegenstander uitslag | tegenstander uitslag | tegenstander uitslag | tegenstander uitslag | tegenstander uitslag | rang           |
| ------------- | --------- | -------------------- | -------------------- | -------------------- | -------------------- | -------------------- | -------------------- | -------------- |
| Julia Grabher | enkelspel | Navarro V 2-6, 0-6   | niet geplaatst       | niet geplaatst       | niet geplaatst       | niet geplaatst       | niet geplaatst       | niet geplaatst |

### Triatlon
Individueel
| Atleet        | Evenement | Zwemmen(1.5 km) | Rang 1 | Fietsen (40 km) | Rang 2 | Lopen(10 km) | Totaal Tijd | Ranking |
| ------------- | --------- | --------------- | ------ | --------------- | ------ | ------------ | ----------- | ------- |
| Tjebbe Kaindl | Mannen    | 21:21           | 32     | 51:58           | 28     | 35:08        | 1:49:01     | 33      |
| Alois Knabl   | Mannen    | 20:30           | 12     | 51:57           | 14     | 32:33        | 1:46:23     | 23      |
| Julia Hauser  | Vrouwen   | 24:41           | 45     | 1:00:39         | 43     | 34:55        | 2:01:44     | 32      |
| Lisa Perterer | Vrouwen   | 27:52           | 53     | 1:00:06         | 47     | 37:41        | 2:07:27     | 50      |

Gemengd
| Atleet | Evenement   | Zwemmen (250 m) | Rang 1 | Fietsen (7 km) | Rang 2 | Lopen (1.5 km) | Totaal Groeps tijd | Ranking |
| ------ | ----------- | --------------- | ------ | -------------- | ------ | -------------- | ------------------ | ------- |
|        | Mixed relay |                 |        |                |        |                |                    | n.v.t.  |
|        | Mixed relay |                 |        |                |        |                |                    | n.v.t.  |
|        | Mixed relay |                 |        |                |        |                |                    | n.v.t.  |
|        | Mixed relay |                 |        |                |        |                |                    | n.v.t.  |
| Totaal | Mixed relay | n.v.t.          | n.v.t. | n.v.t.         | n.v.t. | n.v.t.         |                    |         |

### Volleybal

#### Beachvolleybal
| atleten                     | onderdeel | eerste ronde             | eerste ronde                | eerste ronde         | eerste ronde | tussenronde          | achtste finale       | kwartfinale          | halve finale         | finale / BM          | finale / BM |
| atleten                     | onderdeel | tegenstander uitslag     | tegenstander uitslag        | tegenstander uitslag | stand        | tegenstander uitslag | tegenstander uitslag | tegenstander uitslag | tegenstander uitslag | tegenstander uitslag | rang        |
| --------------------------- | --------- | ------------------------ | --------------------------- | -------------------- | ------------ | -------------------- | -------------------- | -------------------- | -------------------- | -------------------- | ----------- |
| Julian Hörl Alexander Horst | mannen    | Oliveira - Lanci V 0 - 2 | Perušič - Schweiner V 0 - 2 | Schachter - Dearing  |              |                      |                      |                      |                      |                      |             |

### Wielersport

#### Baanwielrennen
Koppelkoers
| atleet                            | onderdeel            | punten | rondes | rang |
| --------------------------------- | -------------------- | ------ | ------ | ---- |
| Maximilian Schmidbauer Tim Wafler | koppelkoers (mannen) |        |        |      |

Omnium
| atleet                 | onderdeel       | scratchrace | scratchrace | temporace | temporace | afvalrace | afvalrace | puntenrace | puntenrace | totaal punten | rang |
| atleet                 | onderdeel       | rang        | punten      | rang      | punten    | rang      | punten    | rang       | punten     | totaal punten | rang |
| ---------------------- | --------------- | ----------- | ----------- | --------- | --------- | --------- | --------- | ---------- | ---------- | ------------- | ---- |
| Maximilian Schmidbauer | omnium (mannen) |             |             |           |           |           |           |            |            |               |      |

#### Mountainbiken
| atleet             | onderdeel               | tijd    | rang |
| ------------------ | ----------------------- | ------- | ---- |
| Maximilian Foidl   | cross-country (mannen)  | 1:31:26 | 22   |
| Mona Mitterwallner | cross-country (vrouwen) | 1:33:44 | 18   |
| Laura Stigger      | cross-country (vrouwen) | 1:33:15 | 6    |

#### Wegwielrennen
Mannen
| atleet       | onderdeel           | tijd | rang |
| ------------ | ------------------- | ---- | ---- |
| Marco Haller | wegwedstrijd        |      |      |
| Marco Haller | Felix Großschartner |      |      |
| tijdrit      | 38:17.36            | 19   |      |

Vrouwen
| atleet                  | onderdeel    | tijd     | rang |
| ----------------------- | ------------ | -------- | ---- |
| Anna Kiesenhofer        | wegwedstrijd |          |      |
| Anna Kiesenhofer        | tijdrit      | 46:28.88 | 33   |
| Christina Schweinberger | wegwedstrijd |          |      |
| Christina Schweinberger | tijdrit      | 41:52.02 | 10   |

### Zeilen
Mannen
| atleet          | onderdeel    | voorrondes | voorrondes | voorrondes | voorrondes | voorrondes | voorrondes | voorrondes | voorrondes | voorrondes | voorrondes | voorrondes | voorrondes | kwartfinale | halve finale(s) | halve finale(s) | halve finale(s) | halve finale(s) | halve finale(s) | halve finale(s) | finales(s) | finales(s) | finales(s) | finales(s) | finales(s) | finales(s) | rang |
| atleet          | onderdeel    | 1          | 2          | 3          | 4          | 5          | 6          | 7          | 8          | 9          | 10         | 11         | 12         | kwartfinale | 1               | 2               | 3               | 4               | 5               | 6               | 1          | 2          | 3          | 4          | 5          | 6          | rang |
| --------------- | ------------ | ---------- | ---------- | ---------- | ---------- | ---------- | ---------- | ---------- | ---------- | ---------- | ---------- | ---------- | ---------- | ----------- | --------------- | --------------- | --------------- | --------------- | --------------- | --------------- | ---------- | ---------- | ---------- | ---------- | ---------- | ---------- | ---- |
| Valentin Bontus | Formula Kite |            |            |            |            |            |            |            |            |            |            |            |            | n.v.t.      |                 |                 |                 |                 |                 |                 |            |            |            |            |            |            |      |

| atlete                         | onderdeel | race | race | race | race | race | race | race | race | race | race | race | race | race | netto punten | eindnotering |
| atlete                         | onderdeel | 1    | 2    | 3    | 4    | 5    | 6    | 7    | 8    | 9    | 10   | 11   | 12   | M    | netto punten | eindnotering |
| ------------------------------ | --------- | ---- | ---- | ---- | ---- | ---- | ---- | ---- | ---- | ---- | ---- | ---- | ---- | ---- | ------------ | ------------ |
| Benjamin Bildstein David Hussl | 49er      |      |      |      |      |      |      |      |      |      |      |      |      |      |              |              |

Vrouwen
| atleet         | onderdeel    | voorrondes | voorrondes | voorrondes | voorrondes | voorrondes | voorrondes | voorrondes | voorrondes | voorrondes | voorrondes | voorrondes | voorrondes | kwartfinale | halve finale(s) | halve finale(s) | halve finale(s) | halve finale(s) | halve finale(s) | halve finale(s) | finales(s) | finales(s) | finales(s) | finales(s) | finales(s) | finales(s) | rang |
| atleet         | onderdeel    | 1          | 2          | 3          | 4          | 5          | 6          | 7          | 8          | 9          | 10         | 11         | 12         | kwartfinale | 1               | 2               | 3               | 4               | 5               | 6               | 1          | 2          | 3          | 4          | 5          | 6          | rang |
| -------------- | ------------ | ---------- | ---------- | ---------- | ---------- | ---------- | ---------- | ---------- | ---------- | ---------- | ---------- | ---------- | ---------- | ----------- | --------------- | --------------- | --------------- | --------------- | --------------- | --------------- | ---------- | ---------- | ---------- | ---------- | ---------- | ---------- | ---- |
| Alina Kornelli | Formula Kite |            |            |            |            |            |            |            |            |            |            |            |            | n.v.t.      |                 |                 |                 |                 |                 |                 |            |            |            |            |            |            |      |
| Lorena Abicht  | Formula Kite |            |            |            |            |            |            |            |            |            |            |            |            | n.v.t.      |                 |                 |                 |                 |                 |                 |            |            |            |            |            |            |      |

Gemengd
| atlete                   | onderdeel | race | race | race | race | race | race | race | race | race | race | race | race | race | netto punten | eindnotering |
| atlete                   | onderdeel | 1    | 2    | 3    | 4    | 5    | 6    | 7    | 8    | 9    | 10   | 11   | 12   | M    | netto punten | eindnotering |
| ------------------------ | --------- | ---- | ---- | ---- | ---- | ---- | ---- | ---- | ---- | ---- | ---- | ---- | ---- | ---- | ------------ | ------------ |
| Lara Vadlau Lukas Mähr   | 470       |      |      |      |      |      |      |      |      |      |      |      |      |      |              |              |
| Lukas Haberl Tanja Frank | nacra 17  |      |      |      |      |      |      |      |      |      |      |      |      |      |              |              |

### Zwemmen
Mannen
| Atleet               | Onderdeel         | Series  | Series | Halve finale   | Halve finale   | Finale         | Finale         |
| Atleet               | Onderdeel         | Tijd    | Rang   | Tijd           | Rang           | Tijd           | Rang           |
| -------------------- | ----------------- | ------- | ------ | -------------- | -------------- | -------------- | -------------- |
| Felix Auböck         | 200 m vrije slag  | DNS     | DNS    | Niet geplaatst | Niet geplaatst | Niet geplaatst | Niet geplaatst |
| Felix Auböck         | 400 m vrije slag  | 3.50,50 | 24     | n.v.t.         | n.v.t.         | Niet geplaatst | Niet geplaatst |
| Felix Auböck         | 800 m vrije slag  | 7.48,49 | 13     | n.v.t.         | n.v.t.         | Niet geplaatst | Niet geplaatst |
| Felix Auböck         | 10km open water   | n.v.t.  | n.v.t. | n.v.t.         | n.v.t.         |                |                |
| Jan Hercog           | 10km open water   | n.v.t.  | n.v.t. | n.v.t.         | n.v.t.         |                |                |
| Simon Bucher         | 100 m vlinderslag |         |        |                |                |                |                |
| Martin Espernberger  | 200 m vlinderslag | 1:55.19 | 5 Q    | 1:54.62        | 8 Q            |                |                |
| Bernhard Reitshammer | 100 m rugslag     | 55,13   | 36     | Niet geplaatst | Niet geplaatst | Niet geplaatst | Niet geplaatst |
| Bernhard Reitshammer | 100 m schoolslag  | 59,68   | 11 Q   | 1.00,18        | 15             | Niet geplaatst | Niet geplaatst |